# Log (gmina Rogatec)
Log – wieś w Słowenii, w gminie Rogatec. W 2018 roku liczyła 216 mieszkańców.